# Socrates Buenaventura Villegas
Sócrates Buenaventura Villegas O.P. (nascido em 28 de setembro de 1960) é um bispo da Igreja Católica nas Filipinas. Ele é o atual Arcebispo de Lingayen-Dagupan em Pangasinan, e é o ex-presidente da Conferência Episcopal das Filipinas, de 1 de dezembro de 2013 a 1 de dezembro de 2017, quando concluiu seu segundo e último mandato como presidente da referida conferência. Ele também foi o vice-presidente da conferência episcopal de 2011 a 2013. Antes de sua posse como arcebispo de Lingayen-Dagupan, ele serviu como bispo de Balanga de 3 de julho de 2004 a 4 de novembro de 2009. 